# Hans-Henning Adler
Hans-Henning Adler (Göttingen, 1949. december 12. –) német politikus (Baloldali Párt, Német Kommunista Párt és PDS).

## Életrajza
1968-ban érettségizett a göttingeni Felix Klein Gimnáziumban. Ezt követően Göttingenben és Bonnban tanult. Jogi végzettséget szerzett, majd 1976-tól Oldenburgban dolgozott mint ügyvéd. Több újságcikk és egy könyv szerzője. Nős, három gyermek édesapja.

## Fordítás
- Ez a szócikk részben vagy egészben  a   Hans-Henning Adler című német Wikipédia-szócikk fordításán alapul.  Az eredeti cikk szerkesztőit annak laptörténete sorolja fel. Ez a jelzés csupán a megfogalmazás eredetét és a szerzői jogokat jelzi, nem szolgál a cikkben szereplő információk forrásmegjelöléseként.